# Schwarzach (Baviera)
Schwarzach è un comune tedesco di 2 812 abitanti, situato nel land della Baviera.